# 錦江町立池田小学校
錦江町立池田小学校（きんこうちょうりついけだしょうがっこう）は、鹿児島県肝属郡錦江町城元にある小学校。

## 沿革
- 1879年（明治12年） - 旗山小学校開校
- 1892年（明治25年） - 池田尋常小学校に改称
- 1947年（昭和22年） - 大根占町立池田小学校に改称
- 2005年（平成17年） - 錦江町立池田小学校に改称
- 2023年（令和5年）- 2025年度より錦江町内の6つの小学校のうち、大根占・宿利原・池田小学校および田代・大原小学校を統合する方針が示される[1]。
- 2025年（令和7年）- 大根占小学校に統合されて閉校。

## 学校周辺
- 旗山神社
- 壱﨑川

## 関係項目
- 錦江町
- 錦江町立池田中学校